# Penicillium turolense
Penicillium turolense är en svampart som beskrevs av C. Ramírez & A.T. Martínez 1981. Penicillium turolense ingår i släktet Penicillium och familjen Trichocomaceae.   Inga underarter finns listade i Catalogue of Life.